# Sándor Kónyi
Sándor Kónyi, znany też jako Géza Klötzl (ur. 3 września 1901 w Budapeszcie, zm. 20 listopada 1976 w Budapeszcie) – węgierski zapaśnik walczący w stylu klasycznym. Olimpijczyk z Paryża 1924, gdzie zajął dziewiąte miejsce w wadze średniej.

## Letnie Igrzyska Olimpijskie 1924
| Konkurencja | Eliminacje             | Eliminacje          | Eliminacje             | Eliminacje                | Klas. końcowa |
| Konkurencja | Przeciwnik I           | Przeciwnik II       | Przeciwnik III         | Przeciwnik IV             | Miejsce       |
| ----------- | ---------------------- | ------------------- | ---------------------- | ------------------------- | ------------- |
| 75 kg       | Oldřich Pštros (CSK) Z | Paul Jahren (NOR) Z | Viktor Fischer (AUT) P | Giuseppe Gorletti (ITA) P | 9.            |